# Diễn Thánh công

Tống Nhân Tông, người đã tạo ra tước hiệu Diễn Thánh Công và ban cho hậu duệ của Khổng Tử

Diễn Thánh công (衍聖公) là một tước hiệu được các triều đại phong kiến Trung Quốc trao cho các hậu duệ trực hệ của Khổng Tử, được bắt đầu từ thời Tây Hán đến đầu thời Dân quốc. Hiện nay, nó là một chức quan không lương cha truyền con nối tại Đài Loan chuyên phụ trách các nghi lễ về Khổng Tử.
Từ triều đại Tây Hán đến giữa triều đại Bắc Tống, tước hiệu này đã trải qua nhiều lần đổi tên, trước khi tên hiện tại được Bắc Tống Nhân Tông định ra vào năm 1005. Người đầu tiên giữ tước hiệu "Diễn Thánh công" là Khổng Tông Nguyện, hậu duệ đời thứ 46 của Khổng Tử. Các Diễn Thánh công được hưởng nhiều đặc quyền mà các quý tộc khác không có, chẳng hạn như quyền được đánh thuế tại thực ấp Khúc Phụ của họ mà không cần nộp lên triều đình. Thực ấp của họ có hệ thống tư pháp riêng và có quyền lực pháp lý đưa ra mức án tử hình, mặc dù một bản án như vậy vẫn cần sự phê chuẩn của triều đình.
Năm 1935, chính phủ Quốc dân đảng Trung Hoa Dân Quốc đã chuyển tước hiệu Diễn Thánh công thành một chức vụ chính trị, "Đại thành chí thánh tiên sư phụng tự quan" (大成至聖先師奉祀官), có nghĩa là "Quan chức phụ trách nghi lễ về Khổng Tử". Chức vụ này không chỉ được cha truyền con nối mà còn có cấp bậc và mức lương tương đương với một bộ trưởng trong nội các của chính phủ Trung Hoa Dân Quốc. Năm 2008, với sự đồng ý của gia tộc họ Khổng, chức vụ chính trị này đã trở thành một chức vụ không được trả lương và chỉ thuần túy mang tính nghi lễ. Hiện tại, chức vụ này được Khổng Thùy Trường, hậu duệ đời thứ 79 của Khổng Tử, đảm nhiệm.
Ngoài ra, cũng tồn tại những chức vụ chính trị tương tự dành cho con cháu của những nhà Nho nổi tiếng khác của Nho giáo như, "Quan chức phụ trách nghi lễ về Mạnh Tử", "Quan chức phụ trách nghi lễ về Tăng Tử", "Quan chức phụ trách nghi lễ về Nhan Hồi". Trong cuộc cải cách luật pháp năm 2009, "Quan chức phụ trách nghi lễ về Mạnh Tử" và "Quan chức phụ trách nghi lễ về Tăng Tử" sẽ trở thành những danh hiệu vinh dự không được trả lương sau khi những người giữ chức được nhiệm qua đời.
Lăng mộ của các Diễn Thánh công của triều đại nhà Minh và nhà Thanh được đặt tại nghĩa trang Khổng lâm tại Khúc Phụ, Sơn Đông.

## Lịch sử
Khổng Khâu (551–479 TCN), hay còn gọi là Khổng Tử, là một nhà giáo dục, chính trị gia và triết gia của nước Lỗ vào thời Xuân Thu của Trung Quốc cổ đại. Ông là hậu duệ của hoàng tộc Nhà Thương (khoảng 1558–1046 trước Công nguyên) thông qua các quân chủ của nước Tống (thế kỷ 11 – 286 trước Công nguyên).

### Thời Tần (221–206 TCN) và Hán (206 TCN – 220 SCN)
Dưới thời Tần Thủy Hoàng (247–210 TCN), Hoàng đế đầu tiên của triều đại Nhà Tần, Khổng Du (孔鮒), hậu duệ đời thứ 9 của Khổng Tử, được phong tước hiệu "Văn Đồng Quân Lỗ quốc" (魯國文通君) và bổ nhiệm chức thiếu phu (少傅).
Vào năm 190 TCN, Hoàng đế Hán Cao Tổ của triều đại Nhà Hán đã phong chức quan lo việc tế tự (奉祀君; "Ceremonial Officer") cho Khổng Đằng (孔騰), em trai của Khổng Du.
Trong thời trị vì của Hoàng đế Hán Nguyên Đế (48–33 TCN), Khổng Bá (孔霸), hậu duệ đời thứ 13 của Khổng Tử, được phong là "Bảo Thành Quân" (褒成君). Ngoài ra, toàn bộ tiền thuế thu được từ 800 hộ gia đình ở thái ấp của Khổng Bá được dùng cho việc thờ cúng Khổng Tử. Khổng Bá cũng hướng dẫn con trai cả của mình, Khổng Phúc (孔福), trở về quê hương để đứng đầu việc tế tự ở miếu thờ Khổng Tử.
Tước hiệu "Âm Thiệu Giai hầu" (殷紹嘉侯) được phong cho Khổng Cơ (孔吉), một hậu duệ đời thứ 14 của Khổng Tử, bởi Hán Thành Đế (33–7 TCN). Hoàng đế cũng cho phép Khổng Cơ thực hiện nghi lễ hiến tế cho Thành Thang, vị hoàng đế đầu tiên của Nhà Thương, và ban cho ông ta Nhị vương Tam khác (二王三恪) đặc quyền nghi lễ.
Dưới thời trị vì của Hán Bình Đế (1 TCN – 6 SCN), phong "Bảo Thành Hầu" (褒成侯) cho Khổng Quân (孔均), hậu duệ đời thứ 16 của Khổng Tử.
Hán Minh Đế (58–75 AD) đã phong cho Khổng Quyên (孔損), hậu duệ thế hệ thứ 18 của Khổng Tử, tước hiệu "Bảo Đình Hầu" (褒亭侯).
Hán An Đế (106–125 sau Công Nguyên) đã phong tước vị "Phong Thánh Đình Hầu" (奉聖亭侯) cho Khổng Diệu (孔曜), hậu duệ đời thứ 19 của Khổng Tử.
Tước hiệu Tống Công và "Âm Thiệu Gia Công" (殷紹嘉公) được triều đại Đông Hán ban tặng cho Khổng An (孔安 (東漢) vì là một phần di sản của nhà Thương. Nhánh này của gia tộc Khổng Tử là một nhánh riêng biệt với dòng giữ chức Phong Thánh Đình Hầu và sau này là Diễn Thánh công, tục lệ này được gọi là Nhị vương Tam khác (二王三恪).

### Thời Tam Quốc (220–280 sau CN) qua thời kỳ Nam Bắc triều (420–589)
Trong thời Tam Quốc, nước Tào Ngụy (220–265) đã đổi tên tước hiệu "Bảo Thành Hầu" (荤成侯) thành "Tông Thánh Hầu" (宗圣侯).
Triều đại Nhà Tấn (266–420) và Lưu Tống (420–479) đổi tước hiệu thành "Phong Thánh Đình Hầu" (奉聖亭侯).
Triều đại Bắc Ngụy (386–535) đổi tước hiệu thành "Sùng Thánh Hầu" (崇聖侯) trong khi triều đại Bắc Tề (550–577) gọi là "Cung Thánh Hầu" (恭聖侯). Dưới thời Bắc Chu (557–581), tước hiệu này được thăng từ hầu tước lên công tước, với tên gọi "Trâu Quốc Công" (鄒國公).
Một thái ấp gồm 100 hộ và tước hiệu Sùng Thánh Hầu đã được ban cho một hậu duệ của Khổng Tử, dòng dõi của Nhan Hồi có 2 người nối dõi và dòng dõi của Khổng Tử có 4 người trong số họ được phong tước ở Sơn Đông vào năm 495 và một thái ấp gồm 10 hộ cùng với tước Sùng Thánh Đại phu (崇聖大夫) đã được Bắc Ngụy Hiếu Văn Đế ban tặng cho Khổng Thắng, cháu đời thứ 28 của Khổng Tử, vào năm 472.

### Triều đại Tùy (581–618) và Đường (618–907)
Vào triều đại Nhà Tùy, Tùy Văn Đế (581–604) phong tước hiệu "Trâu Quốc Công" (鄒國公) cho con cháu của Khổng Tử, nhưng Tùy Dạng Đế (604–618) đã hạ 1 cấp và đổi tên tước hiệu thành "Thiệu Thánh Hầu" (紹聖侯).
Vào đầu triều đại Nhà Đường, tước hiệu được đổi tên thành "Bảo Thánh Hầu" (褒聖侯). Vào thời Khai Nguyên (713–741) dưới triều đại của Đường Huyền Tông, hoàng đế truy tặng Khổng Tử là "Văn Tuyên vương" (文宣王) và thăng tước hiệu "Bảo Thánh Hầu" thành "Văn Tuyên Công" ( 文宣公). Văn Tuyên Công Khổng Nhân Ngọc sống vào thời Hậu Đường.
Cháu đời thứ 32 của Khổng Tử là Khổng Anh Đạt đã viết những diễn giải về 5 tác phẩm kinh điển của Nho giáo được gọi là Ngũ Kinh Công lý (五經正義). Một đoạn mô tả được ông viết về lễ hiến tế Di. Triệu Mục cũng được ông nhắc tới. Một dòng trong Kinh Lễ có lời giải thích của Khổng Anh Đạt. Khổng Anh Đạt đã viết một số diễn giải trên Lễ Kỷ (樂記). Sách Nghi thức công lý (禮記正義) do Khổng Anh Đạt biên soạn. Khổng Anh Đạt đã viết một ấn bản mới của Thạch Kinh.

### Triều đại Bắc và Nam Tống (960–1279)
Năm 1055, Tống Nhân Tông đổi tước vị "Văn Tuyên Công" thành "Diễn Thánh Công" (衍聖公) để tránh việc đặt tên phạm húy gắn liền với Thụy hiệu của các hoàng đế trước đó. Tước hiệu "Diễn Thánh Công" sau đó được trao cho Khổng Tông Nguyên (孔宗願), hậu duệ đời thứ 46 của Khổng Tử. Sau đó nó được đổi thành "Phong Thánh Công" (奉聖公) nhưng nhanh chóng được khôi phục lại thành "Diễn Thánh Công" và tồn tại đến tận thời Trung Hoa Quốc Dân Đảng.
Trong các cuộc chiến tranh giữa Nhà Tống và Nhà Kim (1115–1234) của người Nữ Chân, kinh đô của nhà Tống là Khai Phong, bị quân Kim chinh phục vào năm 1127. Tàn dư của nhà Tống rút lui về phía nam và thành lập triều đại Nam Tống, và vị quân chủ đầu tiên là Tống Cao Tông (1127–1162). Khổng Đoan Du (孔端友), người lúc đó giữ tước hiệu Diễn Thánh Công, cũng di chuyển về phía Nam và định cư ở Cù Châu, Chiết Giang, nơi tạo ra nhánh phía Nam của dòng dõi Khổng Tử. Khổng Đoan Cao (孔端操), em trai của Khổng Đoan Du, vẫn ở lại Khúc Phụ, Sơn Đông, nơi ông tự gọi mình là "Diễn Thánh Công". Sau này, nhà Kim đã công nhận tính hợp pháp của Khổng Đoan Cao. Điều này dẫn đến sự chia rẽ theo hướng bắc-nam giữa các hậu duệ của Khổng Tử. Các nhà sử học coi nhánh phía nam là nhánh kế vị (hợp pháp) của dòng Khổng Tử, trong khi nhánh phía bắc được coi là nhánh phụ.

### Nhà Nguyên (1271–1368)
Từ năm 1127 cho đến triều đại Nhà Nguyên của người Mông Cổ, có hai Diễn Thánh Công - một ở Cù Châu, Chiết Giang (ở phía Nam) và người kia ở Khúc Phụ, Sơn Đông (ở phía Bắc). Năm 1233, Oa Khoát Đài (1229–1241) phong tước Diễn Thánh Công cho Khổng Nguyên Thố (孔元措), hậu duệ đời thứ 51 của Khổng Tử ở chi nhánh phía Bắc.
Hốt Tất Liệt (1260–1294) ban đầu muốn hợp nhất hai Diễn Thánh Công và trao cho nhánh phía Nam bằng cách phong cho Khổng Chú (孔洙), trưởng tộc của chi nhánh phía Nam, người kế vị hợp pháp của dòng Diễn Thánh Công. Tuy nhiên, vì Khổng Chú từ chối lời đề nghị, Hốt Tất Liệt đã bãi bỏ tước hiệu Diễn Thánh Công của nhánh phía Nam và bổ nhiệm Khổng Chú làm Tế tửu (祭酒) của Quốc tử giám. Kể từ đó, nhánh phía Bắc vẫn là người thừa kế "hợp pháp" của dòng dõi Diễn Thánh Công. Năm 1307, ngay sau khi lên ngôi, Nguyên Vũ Tông (1307–1311) đã truy tặng tước hiệu "Đại Thành Văn Tuyên Vương" (大成至聖文宣王) cho Khổng Tử.

### Nhà Minh (1368–1644)

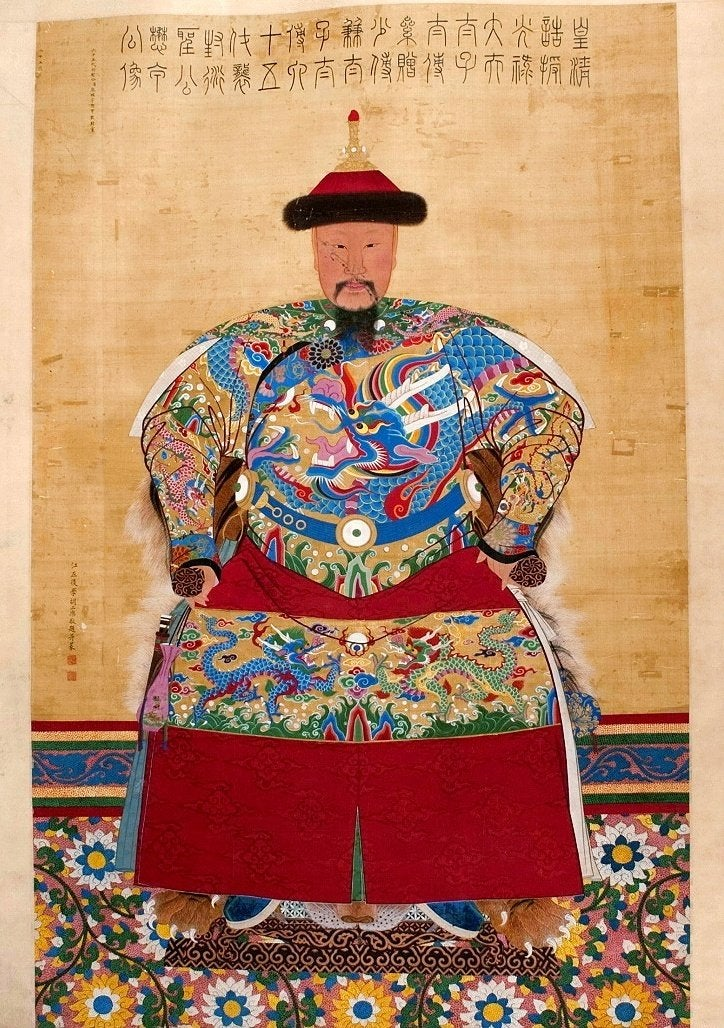
Khổng Dận Thực, hậu duệ đời thứ 65 của Khổng Tử, người giữ tước Diễn Thánh Công cuối cùng của Nhà Minh và đầu tiên của Nhà Thanh

Sự sụp đổ của Nhà Nguyên và sự trỗi dậy của Nhà Minh dưới thời Chu Nguyên Chương, đã dẫn đến sự mở rộng đáng kể về quyền lực kinh tế của các Diễn Thánh Công ở Khúc Phụ khi tài sản của họ ngày càng tăng và họ có được nhiều tài nguyên kinh tế và đất đai hơn mặc dù thực tế là nhà Minh đã cắt giảm quyền lực chính trị của thái ấp trao cho con cháu Khổng Tử so với thời Nhà Tống, Nhà Kim và Nhà Nguyên. Nhà Minh cấm các Diễn Thánh Công không được nắm giữ cùng lúc các chức quan với tước hiệu Diễn Thánh Công, trong khi nhà Tống, Kim và Nguyên đã trao các chức quan hành chính ở triều đình trung ương hoặc khu vực hoặc các chức vụ quân sự cho các Diễn Thánh Công. Nhà Minh đảm bảo văn hóa và nghi lễ là nhiệm vụ duy nhất của các Diễn Thánh Công. Sự thỏa thuận chia sẻ quyền lực giữa các quan địa phương và Diễn Thánh Công ở Khúc Phụ bắt đầu từ cuối thời Nguyên cũng đã được ấn định vào thời nhà Minh và được thể chế hóa. Sức mạnh kinh tế của các con cháu Khổng Tử dưới thời nhà Minh khiến họ có khả năng tốt hơn trong việc thao túng hậu trường trong bộ máy quan lại của nhà Minh ở địa phương để đạt được ảnh hưởng chính trị.
Năm 1506, Minh Vũ Tông (1505–1521) bổ nhiệm Khổng Diên Sinh (孔彥繩), một thành viên của chi nhánh phía Nam, làm "Ngũ Kinh Bác sĩ" (五經博士) trong Hàn lâm viện. Việc bổ nhiệm tương đương với chức quan bác phẩm trong triều đình nhà Minh. Con cháu của Khổng Diên Sinh được phép tập ấm chức "Ngũ Kinh Bác sĩ".

### Nhà Thanh (1644–1912)

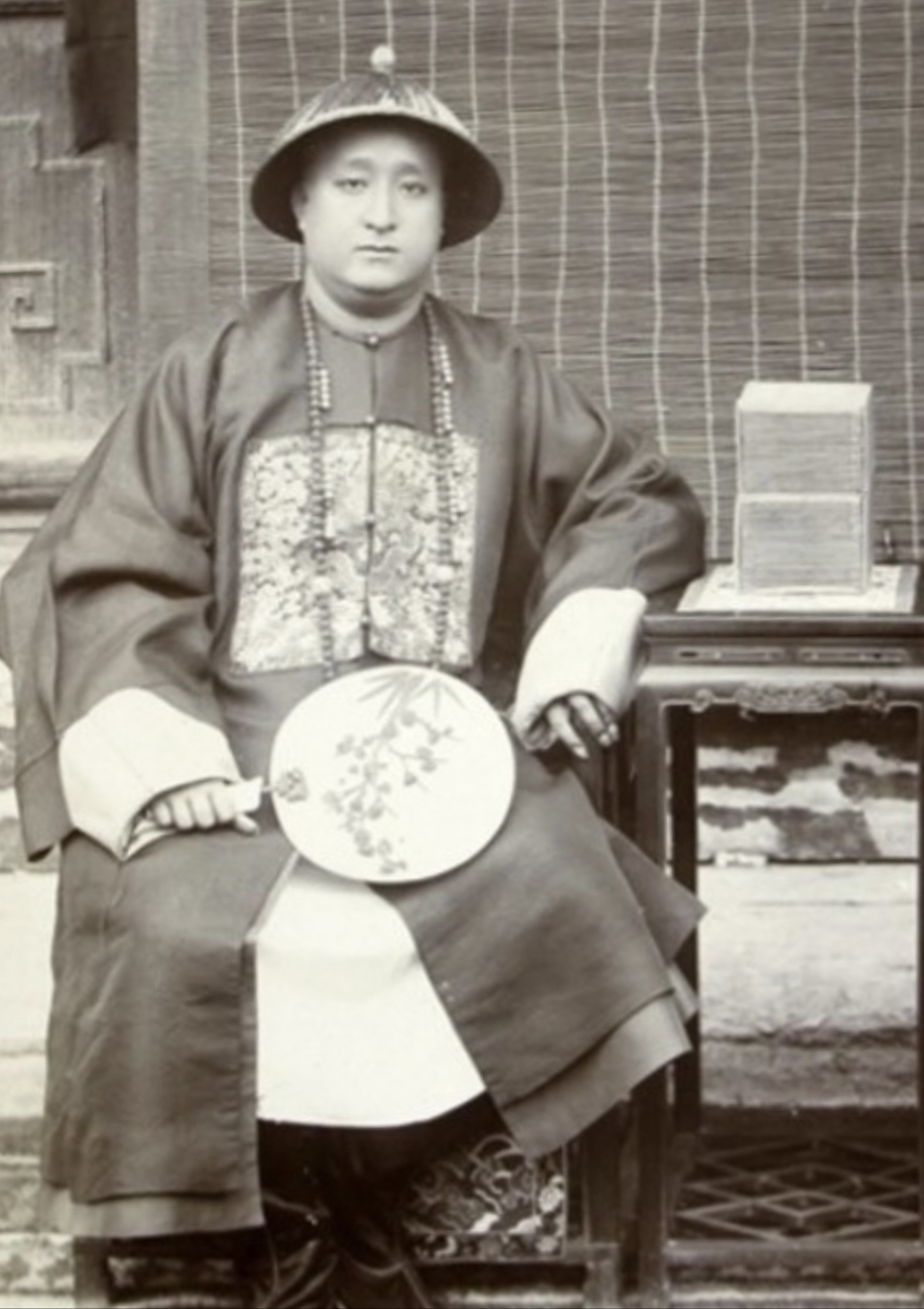
Khổng Lệnh Di, hậu duệ đời thứ 70 của Khổng Tử, ông là người giữ tước Diễn Thánh công cuối cùng dưới thời nhà Thanh

Vào ngày 31 tháng 10 năm 1644, Hoàng đế Thuận Trị (1643–1661) của triều đại Nhà Thanh do người Mãn lập ra đã xác nhận và công nhận tính hợp pháp của các tước vị Diễn Thánh Công và Ngũ Kinh Bác sĩ được trao cho hậu duệ nhánh phía Nam và Bắc của Khổng Tử.
Con gái của Tất Nguyên (毕沅), Lý Trường Xuân (李长森) và Phương Thủ Xương (方受畴) (cháu của Phương Quang Thành, Tổng đốc Trực Lệ) kết hôn với Khổng Phàm Hào (孔繁灏).
Khổng Lộ Hoa (họ hàng của Diễn Thánh Công) là vợ thứ hai của Nguyễn Nguyên, một đại thần trải qua 3 đời hoàng đế Nhà Thanh là Càn Long, Gia Khánh, Đạo Quang. Từng giữ qua nhiều chức vụ quan trọng, trong đó có Tổng đốc Hồ Quảng, Lưỡng Quảng rồi Thượng thự, Thể Nhân các Đại học sĩ...

### Trung Hoa Dân quốc (1912–nay)

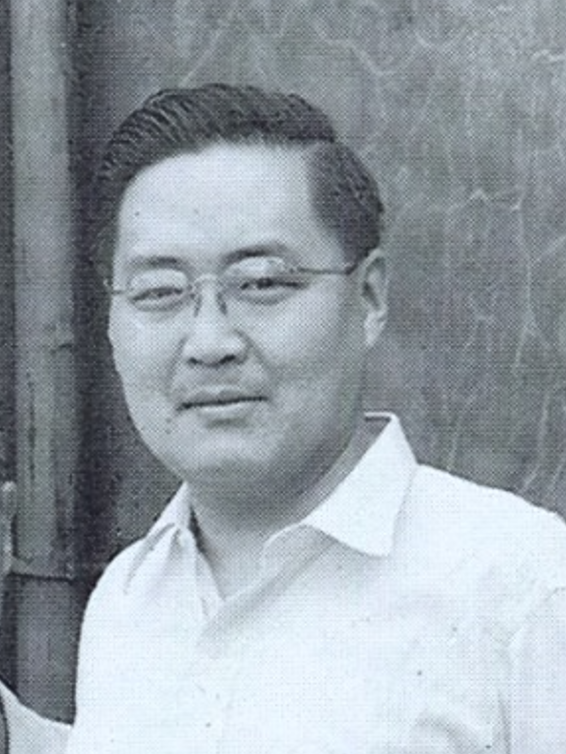
Khổng Đức Thành, hậu duệ đời thứ 77 của Khổng Tử, và là người cuối cùng nhận tước phong Diễn Thánh Công

Sau Cách mạng Tân Hợi năm 1911 lật đổ triều đại Nhà Thanh do người Mãn lãnh đạo, hầu hết các tước hiệu quý tộc được sử dụng trong thời kỳ phong kiến đều bị bãi bỏ. Tuy nhiên, tước hiệu Diễn Thánh Công dành cho con cháu của Khổng Tử cùng với tước Ân Hầu dành cho các hậu duệ của Mạnh Tử, Tăng Tử và Nhan Hồi là một ngoại lệ. Trong cuộc cách mạng, một số người phương Tây được thông báo rằng một người Hán sẽ được phong làm hoàng đế. Ứng cử viên có thể là người mang tước hiệu Diễn Thánh Công, hoặc người giữ tước hiệu "Ân Hầu", một danh hiệu được trao cho con cháu của hoàng tộc Nhà Minh. Diễn Thánh Công được Lương Khải Siêu đề xuất thay thế quân chủ Nhà Thanh làm hoàng đế Trung Quốc.
Năm 1913, Chính phủ Bắc Dương, do Viên Thế Khải lãnh đạo, đã thông qua luật Sùng Thắng cho phép tước vị Diễn Thánh Công được giữ lại và nắm giữ bởi Khổng Lệnh Di (孔令貽), một thành viên của chi nhánh phía Bắc. Mặt khác, danh hiệu Ngũ Kinh Bác sĩ được đổi tên thành "Đại Thành Chí Thánh Tiên Sư Phụng tự quan nhánh phía Nam" (大成至聖先師南宗奉祀官) và do Khổng Thanh Di (孔慶儀), một thành viên của chi nhánh phía Nam nắm giữ.
Viên Thế Khải đã gia phong tước Thân vương cho Diễn Thánh Công ngay trước khi tuyên bố thành lập Hồng Hiến Đế chế.
Người giữ vai trò nhiếp chính cho Diễn Thánh Công Khổng Đức Thành là Khổng Linh Quân 孔令儁. Ông là quản gia của Khổng phủ.
Chính phủ Quốc Dân Đảng bắt đầu bảo vệ Nho giáo trong Phong trào Tân sinh sau khi Phong trào Tân văn hóa và Phong trào Ngũ Tứ bắt đầu tấn công Nho giáo, điều này đã tạo điều kiện cho gia tộc Khổng và Diễn Thánh Công chống lại những người chỉ trích.
Năm 1935, chính phủ Quốc dân đảng đã bãi bỏ hệ thống quý tộc cha truyền con nối của thời kỳ đế quốc và chuyển tước hiệu Diễn Thánh công thành một chức vụ chính trị, "Đại Thành Chí Thánh Tiên Sư Phụng tự quan" (大成至聖先師奉祀官), có nghĩa đơn giản là "Văn quan nghi lễ cho Khổng Tử".
Trong Chiến tranh Trung-Nhật lần thứ hai (1937–1945), Khổng Đức Thành người giữ chức Phụng tự quan, sơ tán đến Hán Khẩu, Vũ Hán, nơi ông được Khổng Tường Hy, một hậu duệ của Khổng Tử tiếp đón. Sau đó họ chuyển đến Trùng Khánh, nơi đặt trụ sở của chính phủ Quốc dân đảng trong chiến tranh.
Sau chiến thắng của Đảng Cộng sản Trung Quốc trong Nội chiến, Khổng Đức Thành cùng chính phủ Quốc Dân đảng sơ tán đến Đài Loan, nơi đặt trụ sở của Phụng tự quan. Cho đến năm 2008, chức vụ "Phụng tự quan" có cấp bậc và mức lương tương đương với chức vụ bộ trưởng nội các trong Chính phủ Trung Hoa Dân Quốc tại Đài Loan. Mặt khác, Nhan Thạch Dũng (顏世鏞, Phụng tự quan của Nhan Hồi, 1903–1975) và Khổng Tương Khải (孔祥楷, Phụng tự quan của Khổng Tử nhánh phía Nam, 1938-) không chuyển đến Đài Loan nên tước hiệu của họ là bị bãi bỏ sau khi thành lập Cộng hòa Nhân dân Trung Hoa.
Năm 1998, chính phủ Đài Loan đã phá bỏ tòa nhà văn phòng của Phụng tự quan nhưng vẫn giữ nguyên chức năng. Ký túc xá của Đại học Quốc gia Trung Hưng dọc theo Đường Quốc Quang ở Quận Nam, Đài Trung toạ lạc ở vị trí cũ của tòa nhà văn phòng Phụng sự quan.

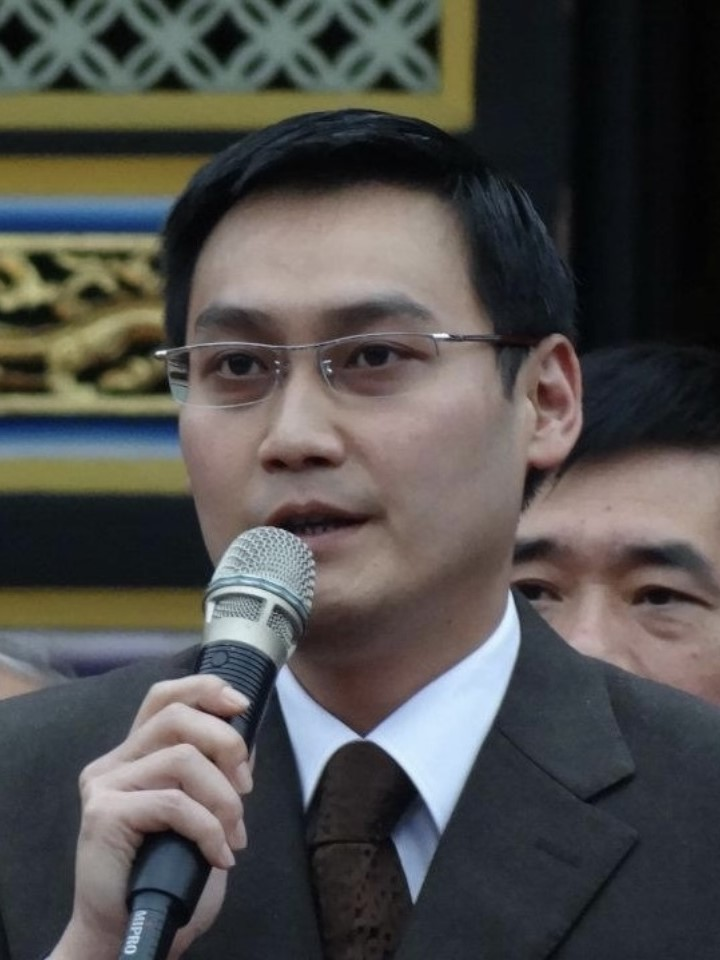
Khổng Thùy Trường, hậu duệ đời thứ 79 của Khổng Tử, người đang giữ chức "Phụng tự quan" ở Đài Loan

Năm 2008, với sự chấp thuận của Gia tộc họ Khổng, Bộ Nội vụ Đài Loan đã chuyển đổi việc bổ nhiệm chính thức theo nghi lễ thành bổ nhiệm không lương. Chức vụ này hiện do Khổng Thùy Trường (Kong Chuichang), hậu duệ đời thứ 79 của Khổng Tử nắm giữ, người được bổ nhiệm vào tháng 9 năm 2009 sau cái chết của ông nội ông là Khổng Đức Thành. Bộ Nội vụ cũng tuyên bố rằng nữ hậu duệ của Khổng Tử có đủ điều kiện để được bổ nhiệm chức quan này trong tương lai.
Nhánh phía Nam của gia tộc họ Khổng vẫn còn ở Cù Châu nơi họ sinh sống cho đến ngày nay, và con cháu Khổng Tử chỉ riêng ở Cù Châu đã lên tới 30.000 người. Người đứng đầu chi nhánh phía Nam là Khổng Tương Khải (孔祥楷), hậu duệ đời thứ 75 của Khổng Tử. Ông là giám đốc ủy ban quản lý Nam Khổng Tổ Miếu ở Cù Châu.
Theo truyền thống, con cháu của Khổng Tử sử dụng các bài thơ thế hệ (hệ thi) do Hoàng đế nhà Minh và nhà Thanh đặt cho họ cùng với con cháu của Tứ Thánh khác (四氏). Tuy nhiên, họ Nhan, một trong Tứ Thánh và là hậu duệ của Nhan Hồi, cuối cùng đã không sử dụng hệ thi này vì Nhan Hồi có thể là anh em họ ngoại của Khổng Tử, vì vậy Minh Anh Tông của nhà Minh đã làm một bài hệ thi khác cho gia tộc họ Nhan.
Những chiếc áo choàng Hán phục truyền thống của triều đại nhà Minh do Hoàng đế nhà Minh tặng cho các Diễn Thánh công là hậu duệ của Khổng Tử vẫn được bảo tồn trong Khổng phủ sau hơn 5 thế kỷ. Áo choàng của các hoàng đế nhà Thanh cũng được bảo quản ở đó. Người Nữ Chân trong triều đại Nhà Kim và người Mông Cổ trong triều đại Nhà Nguyên tiếp tục bảo trợ và ủng hộ các Diễn Thánh công của gia tộc Khổng.
Có một cuộc biểu tình của các thành viên tộc họ Khổng ở Khúc Phụ chống lại việc xây dựng một nhà thờ Tin Lành do Khúc Phụ là quê hương của họ.
Các đầu bếp của hậu duệ Khổng Tử, Diễn Thánh Công đã tạo ra những món ăn thuộc phong cách ẩm thực quý tộc ở Trung Quốc và cũng được phục vụ cho các hoàng đế. Con cháu của Khổng Tử sống trong Khổng phủ và giữ tước hiệu cha truyền con nối tổ chức những bữa tiệc với nền ẩm thực độc đáo. Một món ăn được phục vụ bởi đầu bếp của Diễn Thánh Công ở Khúc Phụ được gọi là "Bát tiên vượt biển". Con cháu của Khổng Tử có nền văn hóa ẩm thực 2.000 năm tuổi, độc nhất vô nhị trong tầng lớp quý tộc Trung Quốc. Kho lưu trữ của Diễn Thánh Công ghi lại các món ăn được phục vụ trong các bữa tiệc khác nhau tại Khổng phủ, nơi có nhiều quan chức, học giả quốc tế và các hoàng đế đã đến thăm.

## Danh sách
| Thứ tự                                  | Thế hệ          | Tên (Sinh–Mất)                       | Nhiệm kỳ Thời gian tại vị | Nhiệm kỳ Thời gian tại vị | Quân chủ / Nguyên thủ |
| Diễn Thánh công                         | Diễn Thánh công | Diễn Thánh công                      | Diễn Thánh công           | Diễn Thánh công           | Diễn Thánh công |
| --------------------------------------- | --------------- | ------------------------------------ | ------------------------- | ------------------------- | --- |
| 1                                       | 46              | Khổng Tông Nguyện 孔宗願             | 1055                      | 1067?                     | Tống Nhân Tông Tống Anh Tông |
| 1                                       | 46              | Khổng Tông Nguyện 孔宗願             | 12 năm                    |                           | Tống Nhân Tông Tống Anh Tông |
|                                         | 47              | Khổng Nhược Mông 孔若蒙              | 1068                      | 1098                      | Tống Thần Tông Tống Triết Tông |
| 30 năm                                  | 47              | Khổng Nhược Mông 孔若蒙              |                           |                           | Tống Thần Tông Tống Triết Tông |
|                                         | 47              | Khổng Nhược Hư 孔若虛 (?–1104)       | 1098                      | 1104                      | Tống Triết Tông Tống Huy Tông |
| 6 năm                                   | 47              | Khổng Nhược Hư 孔若虛 (?–1104)       |                           |                           | Tống Triết Tông Tống Huy Tông |
| 2                                       | 48              | Khổng Đoan Hữu 孔端友 (1078–1132)    | 1104                      | 1132                      | Tống Huy Tông Tống Khâm Tông Tống Cao Tông                                                                                                   |
| 2                                       | 48              | Khổng Đoan Hữu 孔端友 (1078–1132)    | 28 năm                    |                           | Tống Huy Tông Tống Khâm Tông Tống Cao Tông                                                                                                   |
| 3 (nam)                                 | 49              | Khổng Giới 孔玠 (1122–1154)          | 1132                      | 1154                      | Tống Cao Tông |
| 3 (nam)                                 | 49              | Khổng Giới 孔玠 (1122–1154)          | 22 năm                    |                           | Tống Cao Tông |
| 4 (nam)                                 | 50              | Khổng Tấn 孔搢 (1145–1193)           | 1154                      | 1193                      | Tống Cao Tông Tống Hiếu Tông Tống Quang Tông                                                                                                 |
| 4 (nam)                                 | 50              | Khổng Tấn 孔搢 (1145–1193)           | 39 năm                    |                           | Tống Cao Tông Tống Hiếu Tông Tống Quang Tông                                                                                                 |
| 5 (nam)                                 | 51              | Khổng Văn Viễn 孔文遠 (1185–1226)    | 1193                      | 1226                      | Tống Quang Tông Tống Ninh Tông Tống Lý Tông                                                                                                  |
| 5 (nam)                                 | 51              | Khổng Văn Viễn 孔文遠 (1185–1226)    | 33 năm                    |                           | Tống Quang Tông Tống Ninh Tông Tống Lý Tông                                                                                                  |
| 6 (nam)                                 | 52              | Khổng Vạn Xuân 孔萬春 (1207–1241)    | 1226                      | 1241                      | Tống Lý Tông |
| 6 (nam)                                 | 52              | Khổng Vạn Xuân 孔萬春 (1207–1241)    | 15 năm                    |                           | Tống Lý Tông |
| 7 (nam)                                 | 53              | Khổng Thù 孔洙 (1228–1287)           | 1241                      | 1276                      | Tống Lý Tông Tống Độ Tông Tống Cung Tông |
| 7 (nam)                                 | 53              | Khổng Thù 孔洙 (1228–1287)           | 41 năm                    |                           | Tống Lý Tông Tống Độ Tông Tống Cung Tông |
| 3 (bắc)                                 | 49              | Khổng Phan 孔璠 (1106–1143)          | 1140                      | 1143                      | Kim Hi Tông |
| 3 (bắc)                                 | 49              | Khổng Phan 孔璠 (1106–1143)          | 3 năm                     |                           | Kim Hi Tông |
| 4 (bắc)                                 | 50              | Khổng Chửng 孔拯 (1136–1161)         | 1142                      | 1161                      | Kim Hi Tông Hoàn Nhan Lượng Kim Thế Tông |
| 4 (bắc)                                 | 50              | Khổng Chửng 孔拯 (1136–1161)         | 19 năm                    |                           | Kim Hi Tông Hoàn Nhan Lượng Kim Thế Tông |
| 5 (bắc)                                 | 50              | Khổng Tổng 孔摠 (1138–1190)          | 1163                      | 1190                      | Kim Thế Tông Kim Chương Tông |
| 5 (bắc)                                 | 50              | Khổng Tổng 孔摠 (1138–1190)          | 27 năm                    |                           | Kim Thế Tông Kim Chương Tông |
| 6 (bắc)                                 | 51              | Khổng Nguyên Thố 孔元措 (1182–1251)  | 1191                      | 1251                      | Kim Chương Tông Hoàn Nhan Vĩnh Tế Kim Tuyên Tông Kim Ai Tông Oa Khoát Đài Quý Do                                                             |
| 6 (bắc)                                 | 51              | Khổng Nguyên Thố 孔元措 (1182–1251)  | 60 năm                    |                           | Kim Chương Tông Hoàn Nhan Vĩnh Tế Kim Tuyên Tông Kim Ai Tông Oa Khoát Đài Quý Do                                                             |
| 7 (bắc)                                 | 53              | Khổng Trinh 孔湞                     | 1251                      | 1253                      | Mông Kha |
| 7 (bắc)                                 | 53              | Khổng Trinh 孔湞                     | 2 năm                     |                           | Mông Kha |
| 8                                       | 53              | Khổng Trị 孔治 (1236–1308)           | 1295                      | 1308                      | Nguyên Thành Tông Nguyên Vũ Tông |
| 8                                       | 53              | Khổng Trị 孔治 (1236–1308)           | 13 năm                    |                           | Nguyên Thành Tông Nguyên Vũ Tông |
| 9                                       | 54              | Khổng Tư Thành 孔思誠                | 1308                      | 1316                      | Nguyên Vũ Tông Nguyên Nhân Tông |
| 9                                       | 54              | Khổng Tư Thành 孔思誠                | 8 năm                     |                           | Nguyên Vũ Tông Nguyên Nhân Tông |
| 10                                      | 54              | Khổng Tư Hối 孔思晦 (1267–1333)      | 1316                      | 8 tháng 4, 1333           | Nguyên Nhân Tông Nguyên Anh Tông Nguyên Thái Định Đế Nguyên Thiên Thuận Đế Nguyên Văn Tông Nguyên Minh Tông Nguyên Ninh Tông Nguyên Huệ Tông |
| 10                                      | 54              | Khổng Tư Hối 孔思晦 (1267–1333)      | 17 năm                    |                           | Nguyên Nhân Tông Nguyên Anh Tông Nguyên Thái Định Đế Nguyên Thiên Thuận Đế Nguyên Văn Tông Nguyên Minh Tông Nguyên Ninh Tông Nguyên Huệ Tông |
| 11                                      | 55              | Khổng Khắc Kiên 孔克堅 (1316–1370)   | 1340                      | 1355                      | Nguyên Huệ Tông |
| 11                                      | 55              | Khổng Khắc Kiên 孔克堅 (1316–1370)   | 15 năm                    |                           | Nguyên Huệ Tông |
| 12                                      | 56              | Khổng Hi Học 孔希學 (1335–1381)      | 1355                      | 7 tháng 10, 1381          | Nguyên Huệ Tông Minh Thái Tổ |
| 12                                      | 56              | Khổng Hi Học 孔希學 (1335–1381)      | 26 năm                    |                           | Nguyên Huệ Tông Minh Thái Tổ |
| 13                                      | 57              | Khổng Nột 孔訥 (1358–1400)           | 1384                      | 3 tháng 10, 1400          | Minh Thái Tổ Minh Huệ Tông |
| 13                                      | 57              | Khổng Nột 孔訥 (1358–1400)           | 16 năm                    |                           | Minh Thái Tổ Minh Huệ Tông |
| 14                                      | 58              | Khổng Công Giam 孔公鑑 (1380–1402)   | 1400                      | 6 tháng 5, 1402           | Minh Huệ Tông |
| 14                                      | 58              | Khổng Công Giam 孔公鑑 (1380–1402)   | 2 năm                     |                           | Minh Huệ Tông |
| 15                                      | 59              | Khổng Ngạn Tấn 孔彥縉 (1401–1455)    | 1410                      | 30 tháng 11, 1455         | Minh Thành Tổ Minh Nhân Tông Minh Tuyên Tông Minh Anh Tông Minh Đại Tông                                                                     |
| 15                                      | 59              | Khổng Ngạn Tấn 孔彥縉 (1401–1455)    | 45 năm                    |                           | Minh Thành Tổ Minh Nhân Tông Minh Tuyên Tông Minh Anh Tông Minh Đại Tông                                                                     |
| 15                                      | 60              | Khổng Thừa Khánh 孔承慶 (1420–1450)  | truy phong                | truy phong                | truy phong |
| 16                                      | 61              | Khổng Hoằng Tự 孔弘緒 (1448–1504)    | 1456                      | 1469                      | Minh Đại Tông Minh Anh Tông Minh Hiến Tông                                                                                                   |
| 16                                      | 61              | Khổng Hoằng Tự 孔弘緒 (1448–1504)    | 13 năm                    |                           | Minh Đại Tông Minh Anh Tông Minh Hiến Tông                                                                                                   |
| 17                                      | 61              | Khổng Hoằng Thái 孔弘泰 (1450–1503)  | 1476                      | 9 tháng 6, 1503           | Minh Hiến Tông Minh Hiếu Tông |
| 17                                      | 61              | Khổng Hoằng Thái 孔弘泰 (1450–1503)  | 27 năm                    |                           | Minh Hiến Tông Minh Hiếu Tông |
| 18                                      | 62              | Khổng Văn Thiều 孔聞韶 (1482–1546)   | 1503                      | 12 tháng 3, 1546          | Minh Hiếu Tông Minh Vũ Tông Minh Thế Tông |
| 18                                      | 62              | Khổng Văn Thiều 孔聞韶 (1482–1546)   | 43 năm                    |                           | Minh Hiếu Tông Minh Vũ Tông Minh Thế Tông |
| 19                                      | 63              | Khổng Trinh Càn 孔貞幹 (1519–1556)   | 1546                      | 9 tháng 9, 1556           | Minh Thế Tông |
| 19                                      | 63              | Khổng Trinh Càn 孔貞幹 (1519–1556)   | 10 năm                    |                           | Minh Thế Tông |
| 20                                      | 64              | Khổng Thượng Hiền 孔尚賢 (1544–1622) | 1559                      | 26 tháng 1, 1622          | Minh Thế Tông Minh Mục Tông Minh Thần Tông Minh Quang Tông Minh Hy Tông                                                                      |
| 20                                      | 64              | Khổng Thượng Hiền 孔尚賢 (1544–1622) | 63 năm                    |                           | Minh Thế Tông Minh Mục Tông Minh Thần Tông Minh Quang Tông Minh Hy Tông                                                                      |
| 21                                      | 65              | Khổng Dận Thực 孔胤植 (1592–1648)    | 1622                      | 9 tháng 1, 1648           | Minh Hy Tông Minh Tư Tông Thuận Trị |
| 21                                      | 65              | Khổng Dận Thực 孔胤植 (1592–1648)    | 26 năm                    |                           | Minh Hy Tông Minh Tư Tông Thuận Trị |
| 22                                      | 66              | Khổng Hưng Tiếp 孔興燮 (1636–1668)   | 1648                      | 7 tháng 1, 1668           | Thuận Trị Khang Hi |
| 22                                      | 66              | Khổng Hưng Tiếp 孔興燮 (1636–1668)   | 19 năm                    |                           | Thuận Trị Khang Hi |
| 23                                      | 67              | Khổng Dục Kỳ 孔毓圻 (1657–1723)      | 1 tháng 3, 1668           | 8 tháng 12, 1723          | Khang Hi Ung Chính |
| 23                                      | 67              | Khổng Dục Kỳ 孔毓圻 (1657–1723)      | 55 năm, 282 ngày          |                           | Khang Hi Ung Chính |
| 24                                      | 68              | Khổng Truyện Đạc 孔傳鐸 (1674–1735)  | 1723                      | 1731                      | Ung Chính |
| 24                                      | 68              | Khổng Truyện Đạc 孔傳鐸 (1674–1735)  | 8 năm                     |                           | Ung Chính |
| 25                                      | 69              | Khổng Kế Hoạch 孔繼濩 (1697–1719)    | truy phong                | truy phong                | truy phong |
| 25                                      | 70              | Khổng Quảng Khể 孔廣棨 (1713–1743)   | 1731                      | 31 tháng 1, 1743          | Ung Chính Càn Long |
| 25                                      | 70              | Khổng Quảng Khể 孔廣棨 (1713–1743)   | 12 năm                    |                           | Ung Chính Càn Long |
| 26                                      | 71              | Khổng Chiêu Hoán 孔昭煥 (1735–1782)  | 1743                      | 4 tháng 10, 1782          | Càn Long |
| 26                                      | 71              | Khổng Chiêu Hoán 孔昭煥 (1735–1782)  | 39 năm                    |                           | Càn Long |
| 27                                      | 72              | Khổng Hiến Bồi 孔憲培 (1756–1793)    | 29 tháng 10, 1782         | 7 tháng 12, 1793          | Càn Long |
| 27                                      | 72              | Khổng Hiến Bồi 孔憲培 (1756–1793)    | 11 năm, 39 ngày           |                           | Càn Long |
| 28                                      | 73              | Khổng Khánh Dung 孔慶鎔 (1787–1841)  | 1794                      | 22 tháng 3, 1841          | Càn Long Gia Khánh Đạo Quang |
| 28                                      | 73              | Khổng Khánh Dung 孔慶鎔 (1787–1841)  | 47 năm                    |                           | Càn Long Gia Khánh Đạo Quang |
| 29                                      | 74              | Khổng Phồn Hạo 孔繁灝 (1806–1862)    | 1841                      | 11 tháng 11, 1862         | Đạo Quang Hàm Phong Đồng Trị |
| 29                                      | 74              | Khổng Phồn Hạo 孔繁灝 (1806–1862)    | 21 năm                    |                           | Đạo Quang Hàm Phong Đồng Trị |
| 30                                      | 75              | Khổng Tường Kha 孔祥珂 (1848–1876)   | 1863                      | 14 tháng 11, 1876         | Đồng Trị Quang Tự |
| 30                                      | 75              | Khổng Tường Kha 孔祥珂 (1848–1876)   | 13 năm                    |                           | Đồng Trị Quang Tự |
| 31                                      | 76              | Khổng Lệnh Di 孔令貽 (1872–1919)     | 1877                      | 8 tháng 11, 1919          | Quang Tự Phổ Nghi Tôn Trung Sơn Viên Thế Khải Lê Nguyên Hồng Từ Thế Xương                                                                    |
| 31                                      | 76              | Khổng Lệnh Di 孔令貽 (1872–1919)     | 42 năm                    |                           | Quang Tự Phổ Nghi Tôn Trung Sơn Viên Thế Khải Lê Nguyên Hồng Từ Thế Xương                                                                    |
| 32                                      | 77              | Khổng Đức Thành 孔德成 (1920–2008)   | 6 tháng 6, 1920           | 8 tháng 7, 1935           | Từ Thế Xương Lê Nguyên Hồng Tào Côn Đoàn Kỳ Thụy Trương Tác Lâm Đàm Diên Khải Tưởng Giới Thạch Lâm Sâm                                       |
| 32                                      | 77              | Khổng Đức Thành 孔德成 (1920–2008)   | 15 năm, 32 ngày           |                           | Từ Thế Xương Lê Nguyên Hồng Tào Côn Đoàn Kỳ Thụy Trương Tác Lâm Đàm Diên Khải Tưởng Giới Thạch Lâm Sâm                                       |
| Quan chức phụ trách nghi lễ về Khổng Tử |                 |                                      |                           |                           | |
| 1                                       | 77              | Khổng Đức Thành 孔德成 (1920–2008)   | 8 tháng 7, 1935           | 28 tháng 10, 2008         | Lâm Sâm Tưởng Giới Thạch Nghiêm Gia Cam Tưởng Kinh Quốc Lý Đăng Huy Trần Thủy Biển Mã Anh Cửu                                                |
| 1                                       | 77              | Khổng Đức Thành 孔德成 (1920–2008)   | 73 năm, 112 ngày          |                           | Lâm Sâm Tưởng Giới Thạch Nghiêm Gia Cam Tưởng Kinh Quốc Lý Đăng Huy Trần Thủy Biển Mã Anh Cửu                                                |
| 2                                       | 79              | Khổng Thùy Trường 孔垂長 (1975– )    | 25 tháng 9, 2009          | đương nhiệm               | Mã Anh Cửu Thái Anh Văn Lại Thanh Đức |
| 2                                       | 79              | Khổng Thùy Trường 孔垂長 (1975– )    | 15 năm, 178 ngày          |                           | Mã Anh Cửu Thái Anh Văn Lại Thanh Đức |